# Eusarsiella gigacantha
Eusarsiella gigacantha är en kräftdjursart som först beskrevs av Louis S. Kornicker 1958.  Eusarsiella gigacantha ingår i släktet Eusarsiella och familjen Sarsiellidae. Inga underarter finns listade i Catalogue of Life.